# Karl Niamamoukoko
Karl NiamaMoukoko (Nacido el 16 de febrero de 1992 en Brazzaville, República del Congo) es un jugador profesional de baloncesto congoleño. Con de 2,05 metros, juega en la posición de ala-pívot.
Karl Niama, tiene experiencia en Liga EBA en el Estudiantes (4,9 puntos y 4 rebotes) y el Fuenlabrada (5.4 puntos y 3.9 rebotes) entre otros equipos de LEB Plata y EBA. 
Además, participó con el combinado nacional de su país en el Afrobasket de 2013, donde promedió 3.2 puntos y 2.6 rebotes por encuentro y en el presente año 2015 en los Juegos Africanos Congo Brazzaville.